# Scottish Inter-District Championship 1996-97
El Scottish Inter-District Championship (en español Campeonato Interdistrital de Escocia) de 1996-97 fue la primera edición del torneo profesional de rugby de Escocia.
El torneo definió los representantes de Escocia para la Copa Heineken 1997–98 y la European Challenge Cup 1997-98.

## Sistema de disputa
El torneo se disputó en formato de todos contra todos en la que cada equipo enfrentó a todos sus rivales a una sola ronda.
El equipo que al finalizar el torneo obtuviera mayor cantidad de puntos, se coronó como campeón del torneo
Puntuación
Para ordenar a los equipos en la tabla de posiciones se los puntuará según los resultados obtenidos.
- 2 puntos por victoria.
- 1 puntos por empate.
- 0 puntos por derrota.

## Clasificación
| Pos. | Equipo         | Encuentros | Encuentros | Encuentros | Encuentros | Tantos | Tantos | Tantos | Puntos |
| Pos. | Equipo         | PJ         | PG         | PE         | PP         | F      | C      | Dif    | Puntos |
| ---- | -------------- | ---------- | ---------- | ---------- | ---------- | ------ | ------ | ------ | ------ |
| 1.º  | Caledonia Reds | 3          | 2          | 1          | 0          | 77     | 53     | +24    | 5      |
| 2.º  | Glasgow        | 3          | 2          | 0          | 1          | 63     | 51     | +12    | 4      |
| 3.º  | Border Reivers | 3          | 1          | 1          | 1          | 59     | 61     | -2     | 3      |
| 4.º  | Edinburgh      | 3          | 0          | 0          | 3          | 35     | 69     | -34    | 0      |

|  | Campeón y clasificado a la Copa Heineken 1997–98. |
|  | Clasificado a la Copa Heineken 1997–98.           |

| Bandera de Escocia     |
| Campeón Caledonia Reds |
| Primer título          |